# Microregiunea Ráckeve
Microregiunea Ráckeve (în maghiară Ráckevei kistérség) a fost o microregiune statistică (kistérség) din județul Pest, Ungaria.
Cu o populație de 147.760 locuitori și o suprafață de 628,33 km2, aceasta a existat până în 2014, când în Ungaria, microregiunile ”kistérségek” au fost înlocuite de districte (járások).